# Загорьевская улица
Заго́рьевская у́лица (до 14 марта 1964 года — Се́верная у́лица) — улица в Южном административном округе города Москвы на территории района Бирюлёво Восточное.

## История
Улица получила современное название по расположению на территории бывшего посёлка Загорье. До 14 марта 1964 года называлась Се́верная у́лица. В ноябре 2020 года улица была продлена за счёт участка Проектируемого проезда № 6133.

## Расположение
Загорьевская улица проходит от Бирюлёвской и Михневской улиц на восток, с юга к ней примыкает Ягодная улица, Загорьевская улица проходит далее, пересекает Липецкую улицу, поворачивает на юго-восток, затем на северо-восток, с востока к ней примыкает безымянный проезд, Загорьевская улица проходит далее до Лебедянской улицы. Нумерация домов начинается от Бирюлёвской улицы.

## Примечательные здания и сооружения
По нечётной стороне:
- д. 21, к. 2 — отделение полиции УМВД по району Бирюлёво Восточное Южного административного округа;
- д. 27, к. 2 — детский сад № 2503;
- д. 31 — центр образования школа здоровья № 1426.

По чётной стороне:
- д. 4 — Всероссийский селекционно-технологический институт садоводства и питомниководства;
- д. 12, к. 2 — детский сад № 961;
- д. 14, к. 2 — центр образования № 1861 «Загорье» (начальные классы).

## Транспорт

### Автобус
По различным участкам Загорьевской улицы проходят автобусы

| м87:  | Загорьевская улица • Царицыно                                                                                      |
| м88:  | Платформа Бирюлёво-Пассажирская • Царицыно                                                                         |
| м89:  | Загорьевская улица • Царицыно • Кантемировская                                                                     |
| с809: | Станция Бирюлёво-Товарная • 6-й микрорайон Загорья                                                                 |
| н13:  | 6-й микрорайон Загорья • Царицыно • Кантемировская • Каширская • Коломенская • Технопарк • Таганская • Китай-город |

«→» — остановки проходятся только при движении в прямом направлении; «←» — остановки проходятся только при движении в обратном направлении.

### Метро
- Станция метро «Царицыно» Замоскворецкой линии — севернее улицы, на пересечении Каспийской и Луганской улиц.

### Железнодорожный транспорт
- Платформа Бирюлёво-Пассажирская Павелецкого направления Московской железной дороги — западнее улицы, между Булатниковским проездом и Михневской улицей.